# سيفوتاكسيم
سيفوتاكسيم (Cefotaxime) . وينطق /ˌsɛf[invalid input: 'ɵ']ˈtæksiːm/ مضاد للجراثيم (Antibacterial agent) (سيفالوسبورين الجيل الثالث) Cephalosporin (Third Generation). سيفوتاكسيم هو مركب سيفالوسبورين نصف اصطناعي من الجيل الثالث، وهو مضاد للجراثيم سلبية الغرام ما عدا الزائفة الزنجارية (Pseudomonas Aeruginosa)، ولبعض الجراثيم إيجابية الغرام. التي طورته شركة هويشت-روسيل الصيدلانية في أواخر 1980s، كان من بين أول الجيل الثالث من السيفالوسبورينات ذات ("الطيف الموسع") والأول من فئته لسيصبح متاح في الولايات المتحدة.
هو على قائمة منظمة الصحة العالمية للأدوية الأساسية، والأدوية الأكثر أهمية والضرورية الاساسية في النظام الصحي.

## الإستعمالات الطبية
من استخداماته :
- السيلان . • الْتِهابُ لِسَانِ المزمارِ مع كلندامايسين. • ذات الرئة . • خراج الدماغ والتهاب السحايا • التهاب العظم والنقي • الوقاية من العدوى الجراحية. • التهاب المفصل . • التهاب الملتحمة (الرمد) الوليدي بالمكورات البينة. • التهاب السحايا . • تسمم الدم (إنتان). • مرض لايم • حمى التيفوئيد • التهاب الصفاق .
- التهاب الأذن الوسطى، التهاب الجيوب.[5]

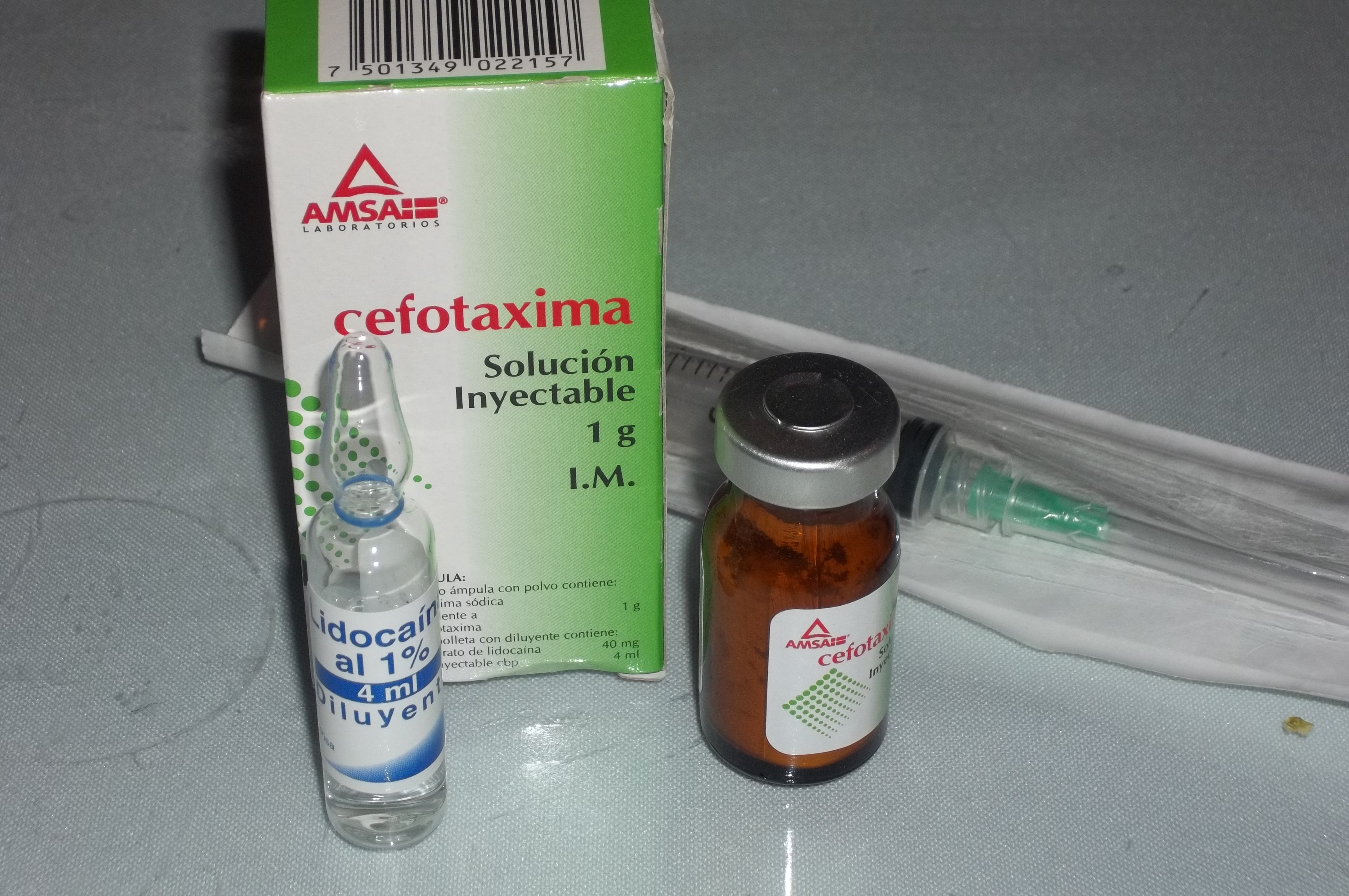
قارورة السيفوتاكسيم

### الطيف النشاطي
بوصفه مضاد حيوي β لاكتام من فئة الجيل الثالث من السيفالوسبورينات، سيفوتاكسيم هو فعال ضد العديد من البكتيريا إيجابية الجرام وسالبة الجرام، بما فيها العديد لديه مقاومة كلاسيكية لβ-اكتامات مثل البنسلين. هذه البكتيريا في كثير من الأحيان تتجلى كما في التهابات المسالك التنفسية السفلى، والجلد والجهاز العصبي المركزي، والعظام، وتجويف داخل البطن. في حين الحساسيات الاماكن يجب أن تكون دائما في الاعتبار، سيفوتاكسيم فعال ضد هذه الكائنات (بالإضافة إلى العديد غيرها) بشكل خاص:
- المكورات العنقودية الذهبية  (وليس بما في ذلك MRSA) و S. البشروية
- العقدية الرئوية  و S. المقيحة
- الإشريكية القولونية
- المستدمية النزلية
- النيسرية البنية  و N. السحائية
- كليبسيلا 'النيابة.
- المتقلبة الرائعة  و P. الشائع
- الساكازاكية  النيابة.
- النيابة 'باكتيرويديز.
- المغزلية  النيابة.

الكائنات الحية الملحوظة ضد السيفوتاكسيم غير النشطة تشمل  سودوموناس  و المكورات المعوية  كما هو موضح، فقد النشاط المتواضع ضد اللاهوائية  باكتيرويديز فراجيليس .
وفيما يلي البيانات تمثل قابلية MIC لبضع الكائنات الحية الدقيقة الهامة طبيا:
- المستدمية النزلية : ≤0.007 - 0.5 & nbsp؛ ميكروغرام / مل
- المكورات العنقودية الذهبية :،781-172 & nbsp؛ ميكروغرام / مل
- العقديات الرئوية : ≤0.007 - 8 & nbsp؛ ميكروغرام / مل[7][8]

### موانع الاستعمال
فرط الحساسية للسيفوتاكسيم أو غيرها من السيفالوسبورينات.

## الآثار الجانبية
- الجهاز الهضمي : الإسهال، الغثيان ، التقيؤ، التهاب القولون تفاعلات فرط الحساسية وانزعاج بطني.
- ردود فعل تحسسية: (طفح، حكة، شرى، تفاعلات شبيهة بداء المصل، حمى، آلام مفصلية، تأق، حمامي متعددة الأشكال، تقشر الأنسجة المتموتة البشروية التسممي).
- كبدية: اضرابات في خمائر الكبد، التهاب كبد عابر، يرقان ركودي.
- التهاب كلية خلالي قابل للتراجع.
- عصبية: فرط نشاط، اضطرابات في النوم، تخليط، دوخة، توتر وصداع.

## الجرعة
الحقن العضلي العميق أو الحقن الوريدي البطيء خلال 3-5 دقائق أو بالتسريب الوريدي خلال 20-60 دقيقة
- البالغون: 2-6 غ/يوم كجرعة مفردة أو مقسمة على 2-4 جرعات، يمكن إعطاء 12 غ/يوم بالطريق الوريدي في حال الإنتانات الشديدة مقسمة على 6 جرعات.
- الأطفال:

100-150 ملغ/كغ/يوم (50 ملغ/كغ لدى حديثي الولادة) مقسمة على 2-4 جرعات

## التخليق

تحضريا (الكيمياء الفراغية غير محددة): M. Ochiai et al., ; eidem, (1976, 1978 both to Takeda); syn-isomer: R. Heymes, A. Lutz, ; eidem, (1977, 1979 both to روسل أوكلاف).

مخطط يصور مقتطفات من تجميع الأدوية الأساسية من الكتاب المقرر.

DE 2810922 
DE 2708439

## تحذيرات
- الحساسية تجاه البنسيلين.
- القصور الكلوي.
- بيلة الغلوكوز الإيجابية الكاذبة.
- اختبار كومبس الإيجابي الكاذب.
- الحمل والإرضاع.
- أجراء فحوص كلوية ودموية خلال المعالجة المديدة أو المعالجة بجرعات عالية.[11]